# 明るい警察を実現する全国ネットワーク
『明るい警察を実現する全国ネットワーク』とは、日本の市民団体。略称「警察ネット」。北海道警裏金事件を告発して話題になった、元北海道警察方面本部長の原田宏二らが設立した組織である。2010年現在の代表は清水勉。

## 発足の契機
- 原田宏二の『たたかう警官』によると、警察官の自殺が多く、そんな職場は明るい職場とは言えないので改革しよう、というので、設立されたとのこと。

## 発起人
- 原田、清水の他に、原田とともに北海道警裏金事件を告発した、元弟子屈警察署次長や関西の弁護士ら4人が発起人

## 活動内容
- 不当に免職されたり、警察内で圧力をかけられたりしているとされている元警官や現職警官の訴訟上の支援
- 警察の不正を知る人物の講演会やシンポジウムの開催

## 関連人物
- 原田宏二
- 清水勉
- 仙波敏郎
- 大河原宗平
- 黒木昭雄